# Aleksandar Shalamanov
Aleksandar Shalamanov (Sófia, 4 de setembro de 1941 – Sófia, 25 de setembro de 2021) foi um futebolista que atuava como defensor.

## Carreira
Aleksandar Shalamanov fez parte do elenco da Seleção Búlgara na Copa do Mundo de 1966 e 1970. 